# Brian O’Malley
Brian Kevin O’Malley (ur. 22 stycznia 1930, zm. 6 kwietnia 1976) – brytyjski polityk Partii Pracy, deputowany Izby Gmin.

## Działalność polityczna
W okresie od 28 marca 1963 do śmierci 6 kwietnia 1976 reprezentował okręg wyborczy Rotherham w brytyjskiej Izbie Gmin. Od 1964 do 1970 i od 1974 do 1976 był również członkiem rządów Harolda Wilsona.